# Utsiktsnipan i Ramsele
Utsiktsnipan i Ramsele är ett naturreservat i Sollefteå kommun i Västernorrlands län.
Området är naturskyddat sedan 1971 och är 2 hektar stort. Reservatet består av en nipa inne i tätorten Ramsele och består av betesmark och lövskog.